# Campionati africani di badminton a squadre 2024
I Campionati africani di badminton a squadre 2024 si sono svolti a Il Cairo, in Egitto, dal 12 al 15 febbraio 2024. È stata la 10ª edizione del torneo, organizzato dalla Badminton Confederation of Africa.

## Podi
| Evento           | Oro       | Argento | Bronzo    |
| Torneo maschile  | Algeria   | Nigeria | Egitto    |
| Torneo maschile  | Algeria   | Nigeria | Mauritius |
| Torneo femminile | Sudafrica | Uganda  | Algeria   |
| Torneo femminile | Sudafrica | Uganda  | Mauritius |